# Ангрен (футбольный клуб)
«Ангрен» — узбекистанский футбольный клуб из города Ангрен Ташкентского вилоята. Основан не позднее 1996 года.

## История названий
- 1997—2001 — «Семург»
- С 2002 — «Ангрен»

## История
В 1997 году начал выступление во Второй лиге. Через год выиграл финальный раунд Второй лиги и пробился в Первую лигу чемпионата Узбекистана. В сезоне-1999 сразу стал победителем Первой лиги.
В 2000 году дебютировал в Высшей лиге, заняв 12-е место. Через год покинул Высшую лигу, став последним, 18-м в турнире. По итогам сезона-2003 выбыл и из Первой лиги.

## Наивысшие достижения
- Победитель Первой лиги: 1999.
- 12-е место в Высшей лиге: 2000.
- Кубок Узбекистана: 1/4 финала (1999/2000).